# Jennifer Doleac
Jennifer L. Doleac – amerykańska ekonomistka, profesor ekonomii Texas A&M University, gdzie pełni rolę dyrektorki Justice Tech Lab. Zajmuje się empiryczną mikroekonomią, w szczególności badaniem przestępczości, dyskryminacji i nowych technologii w wymiarze sprawiedliwości.

## Życiorys

### Wykształcenie
Studiowała ekonomię i matematykę na Williams College (B.A., 2003). Ukończyła studia doktoranckie z ekonomii na Uniwersytecie Stanforda (Ph. D., 2012). W czasie nauki miała okazję pracować w Kongresowym Biurze Budżetu oraz w Brookings Institution.

### Praca
W latach 2012–2018 pracowała w Batten School na Uniwersytet Wirginii. Utworzyła tam projekt Justice Tech Lab (obecnie na Texas A&M), poświęcony wykorzystaniu nowych technologii w wymiarze sprawiedliwości – takich jak systemy monitoringu, czy bazy danych DNA. Była stałą pracowniczką naukową Brookings Institution, NBER i projektu Lab@DC, aktualnie jest pracowniczką wizytującą m.in. Brookings, IZA i Crime Lab Uniwersytetu Chicagowskiego. Udzielała konsultacji w roli ekspertki dla Interpolu, Białego Domu, Sądu Najwyższego stanu Maryland i Izby Reprezentantów. Od jesieni 2018 pracuje jako tenured associate professor na Texas A&M University.
Jej badanie następstw prawa zabraniającego pytać przy rekrutacji o przeszłość kryminalną pozwoliło oszacować, że regulacja ta przyniosła więcej szkód niż pożytku, i przyciągnęło szeroką uwagę mediów i polityków. Pracodawcy pozbawieni konkretnej odpowiedzi zakładali częściej niż kazałaby rzeczywistość, że czarnoskórzy kandydaci wchodzili w konflikty z prawem. Podobnie zaskakujący okazał się rezultat jej badania, sugerującego że stosowanie wobec nastolatków godzin policyjnych podnosi, a nie redukuje ich lokalną przestępczość. 